# Christianstads Annonsblad
Christianstads annonsblad var en dagstidning utgiven i Kristianstad 3 augusti 1888 till 10 maj 1889 , den hade Annonstidning för södra Sverige som undertitel.
Utgivningsbevis för tidningen utfärdades för boktryckaren Gustaf Emil Melchior Hjortzberg den 5 juli 1888.
Tidningen trycktes i Christianstads Nya Accidens-tryckeri med antikva som typsnitt. Den kom ut en dag i veckan fredagar 1888 och sedan bara andra fredagen i månaden under 1889. Den var således bara dagstidning under 1888. Tidningen hade fyra sidor i folioformat med 4 spalter 45,2 x 27,6 cm till priset 50 öre i prenumeration,